# Lophothygater nigrita
Lophothygater nigrita là một loài Hymenoptera trong họ Apidae. Loài này được Urban mô tả khoa học năm 1999.